# 大阪市交通局1100形電車
大阪市交通局1100形電車（おおさかしこうつうきょく1100がたでんしゃ）は、大阪市交通局で使用されていた高速電気軌道（地下鉄）用通勤形電車。後年100形（2代）と改称・改番された。

## 概要
1号線（現・御堂筋線）の5両編成化に備えて1957年（昭和32年）に23両が製造された。うち、1101 - 1104・1115・1116が近畿車輛で、1105 - 1108・1117・1118が日本車輌製造で、1109・1110・1123がナニワ工機で、1111 - 1114が川崎車輛で、1119・1120が帝國車輛工業で、1121・1122が日立製作所でそれぞれ製造された。
同地下鉄初の片運転台構造であると共に初の新性能電車でもあり、駆動方式はWNドライブである。

## 車体
車体外観は1000B形を片運転台構造にしたもので、開業以来のクリーム・青・銀の3色塗装で登場した最後の形式であるとともに、同交通局最後の片開き式客室扉を採用した形式となった。全室式運転台となって車掌側にも窓が設けられ、客室と完全に仕切られたほか、側扉窓が1000B形の横に桟が入った上下2段窓から、Hゴム支持の1枚窓に変更された。しかしウインドシルや外装式の尾灯が残るデザインはまだ旧性能車体の面影を残していた（ウインドヘッダーは付けられていない）。

## 運用
まず、5両編成で1号線（現・御堂筋線）で使用開始されたが、1958年（昭和33年）より製造された1200形とは、性能的にも同一のため、混結して使用されるようになった。塗装についても、1958年（昭和33年）から1959年（昭和34年）にかけて、1200形で採用された上半分アイボリー、下半分タキシーイエローのツートンカラーへ変更された。
1号線では最大8両編成で使用されたが、1970年（昭和45年）の日本万国博覧会（大阪万博）を控え、使用車両を30系へ統一することになり、四つ橋線専用となった。
1972年（昭和47年）の玉出 - 住之江公園間の開業に伴い、同線は保安装置を打子式ATSからWS-ATCに変更されることになったため、対応機器が設置された。その関係で外観では助士席側の前面窓が小型化されたが、この改造は先頭に出る車両に対してのみ施工された。この際に余剰となった1115号が廃車された。1115号車は廃車後、我孫子車両工場で物置として使われていたが、緑木車両工場への移転時に解体された。また、制動装置はAMARからHSCに変更されている。同時に1200A形同様、蛍光灯カバー撤去と灯数削減も併せて実施された。
旧20系を10系に改番する前の1975年（昭和50年）に、当形式は100形（2代）と改称・改番（元番号-1000）された。ほぼ同時期に、ツートンカラーからアッシュグリーン地にラインカラー（当時は四つ橋線配置なのでビクトリアブルー）帯入りに塗装変更されたが、塗装変更が間に合わなかった車両については、旧番号の1000の位の文字のみ消した形で運用されていた。
しかし、四つ橋線の30系への統一と、50系のうち、谷町線・中央線・千日前線3線の共通運用に用意されていた車両の解消のため、1979年（昭和54年）には千日前線に転属した。4両編成5本を組み、両端の先頭車はCS-ATC（車内信号式）対応に改造、また従来幕板部に設置されていた尾灯は50系同様埋め込み式の物が腰部へ設置された。この時余剰となった2両はVVVFインバータ制御試験車に転用された（後述）。

## VVVFインバータ制御試験車
千日前線転属で余剰となった106号車は、1981年（昭和56年）からGTOサイリスタ素子を使用したVVVFインバータ制御の試験車として使用された。これは当時大阪市交通局が、建設費用の大幅な削減を目的に導入を想定した小型地下鉄向けのシステムとして開発・試験を行ったものである。
開発は1979年（昭和54年）9月、大阪市交通局内に「地下鉄小型化調査委員会」を設置したことから始まり、翌1980年3月までデスクワークで調査・研究を実施した。本格的な試験を前に160kW主電動機と小型地下鉄用の試作台車を用意し、1981年（昭和56年）7月から12月にかけて台車試験装置で試験台試験（台上試験）を実施、さらに後述の現車試験と、約2年間の研究開発が行われた。
この当時は電機子チョッパ制御をはじめ、鉄道車両の制御用には逆導通サイリスタ（RCT）が広く使われており、電機メーカー側はVVVFインバータの素子に経験が豊富なRCTの採用を提案した。しかし、RCTには転流回路が必要であり、転流回路が不要で機器の小型化が可能となるGTOと比較すれば、小型地下鉄にはGTOのほうが優れていることは明らかであった。大阪市交通局側はGTOの開発・採用を強く要望し、最終的に電機メーカー側が要望を受け入れ、GTOの開発を進めることが決定した。
1980年当時、開発に協力した電機メーカー3社におけるGTOは、東京芝浦電気（現・東芝）で東急電鉄8090系にGTO素子を使用した静止形インバータ（SIV）を実用化したばかりで、日立製作所・三菱電機においては開発途中の状況であった。
最初に1981年5月から6月にかけて106号車を森之宮検車場からメーカーに陸送して、小型地下鉄の艤装高さを想定した二重床構造に改造した。艤装するVVVFインバータ装置なども高さを低く抑えたものとなっている。
106号車にGTOサイリスタ素子を使用したVVVFインバータ装置と160kW主電動機2台を装架して（1台車2軸のうち、片方に電動機を装備）、森之宮検車場構内ならびに中央線において終電後に深夜走行試験を実施した。装置は東京芝浦電気・日立製作所・三菱電機の順番で、1組ずつ試験が実施されたもので、最初に東京芝浦電気製の装置で行われた走行試験は、世界初のGTO-VVVFインバータ制御の本線走行である。東京芝浦電気が2,500V - 800A、日立製作所と三菱電機が2,500V - 1,000AのGTO素子を使用した。
同時に107号車が抵抗制御車のまま牽引車として使用された。これは未知の制御方式が故に、万が一本線上で106号が自走不能となった際に牽引・推進するための動力車であった。
終電後の深夜走行試験は、1981年（昭和56年）9月から翌1982年（昭和57年）4月23日にかけて約10か月、のべ27回にわたって行われた。しかし、開発途上であり素子の破壊・トラブルが相次ぎ、その都度対処しながら試験・開発が進められた。この走行試験で得られたデータは、中央線用の20系の設計に反映された。
なお、これら2両も名目上は千日前線に所属していた（森之宮検車場配置）が、営業運転には使用しないためラインカラーは千日前線の紅梅色（チェリーローズ）ではなく四つ橋線の縹色（ビクトリアブルー）のままであり、当時の鉄道ファンから注目された。
このうち、106号だけは最終的に1990年（平成2年）3月30日付けで除籍廃車となるまで生き残っていたため、1957年5月31日の竣工以来在籍期間がもっとも長かった。

## 終焉
制御機器類が他の車両と異なり、保守上問題となりつつあった事や、車体の老朽化、他線への新車投入による千日前線への50系転入に伴い、1989年（平成元年）に全車廃車された。

## 編成表

### 1981年
千日前線
Mc-M-M-Mc
100-100-100-100
101-102-111-122
105-120-103-118
117-110-109-116
119-104-123-112
121-108-113-114
```
  -106-107-
```